# Megacable
Megacable Holdings S. A. B. de C.V. eller Megacable Comunicaciones er en mexicansk kabel-tvudbyder med hovedkvarter i Guadalajara. De udbyder tv, internet og telefoni.
Megacables services er tilgængelige i 250 byer i 25 mexicanske stater.